# Marcos Kremer
Marcos Kremer (Concordia, 30 luglio 1997) è un rugbista a 15 argentino che gioca nel ruolo di terza linea ala, potendo anche ricoprire quello di seconda linea.
Dal 2020 milita nello Stade français.

## Biografia
Dopo aver giocato con varie squadre a livello giovanile, Kremer si trasferì al Rosario, club con il quale debuttò nel 2016 sia nel Nacional de Clubes che nel Torneo URBA. Nella stessa annata, a soli 18 anni esordì in Super Rugby con la franchigia dei Jaguares. Rimase nella formazione argentina per cinque stagioni, raggiungendo la finale del Super Rugby 2019 persa contro i Crusaders. Successivamente, nel giugno 2020, si trasferì in Francia firmando un contratto triennale con lo Stade français.
A livello internazionale, Kremer rappresentò la nazionale giovanile dell'Argentina durante il Campionato World Rugby under-20 2016, dove si classificò terzo. Nel settembre dello stesso anno, vestì per la prima volta la maglia dell'Argentina nell'incontro con la Nuova Zelanda valido per il The Rugby Championship 2016. Dopo aver giocato il Campionato World Rugby under-20 2017, scese in campo in tutte le partite del The Rugby Championship 2017 e del tour invernale dei Pumas, durante il quale segnò la sua prima meta in nazionale contro l'Italia. Il 2018 lo vide impegnato sia nei test-match della finestra di giugno sia nel The Rugby Championship. Dopo aver partecipato al torneo australe anche nel 2019, il commissario tecnico Mario Ledesma lo incluse nei convocati argentini per la Coppa del Mondo di rugby 2019. Nel corso del torneo iridato giocò tutti i quattro incontri disputati dai Pumas.